# Santa Cruz (Angola)
Santa Cruz és un municipi de la província de Uíge. Té una població de 48.158 habitants. Comprèn les comunes de Macocola, Macolo, Massau i Santa Cruz (Milunga).
Quan el 15 de març de 1961 hi començaren les incursions de l'UPA (União das Populações de Angola, des de 1962 FNLA) que donaren lloc a la guerra colonial portuguesa, Santa Cruz fou un objectiu dels guerrillers des d'on van fer incursions a territoris dominats per l'exèrcit portuguès fins a la independència d'Angola el 1975.